# Подмазивање
Подмазивање је процес или техника употребе мазива за смањење трења и хабања у контакту између две површине. Проучавање подмазивања је дисциплина у области трибологије.
Механизми за подмазивање као што су системи подмазани флуидом су дизајнирани тако да се примењено оптерећење делимично или потпуно носи хидродинамичким или хидростатичким притиском, што смањује интеракције чврстог тела (и последично трење и хабање). У зависности од степена одвајања површине могу се разликовати различити режими подмазивања.
Адекватно подмазивање омогућава несметан, непрекидан рад машинских елемената, смањује стопу хабања и спречава прекомерна напрезања или заглављивања на лежајевима. Када се подмазивање поквари, компоненте се могу деструктивно трљати једна о другу, узрокујући топлоту, локално заваривање, деструктивно оштећење и квар.